# Przyjezierze Moryń
Przyjezierze Moryń – nieczynny przystanek kolejowy w Przyjezierzu w województwie zachodniopomorskim, w Polsce.